# Dr. Jekyll and Mr. Hyde (pel·lícula de 1941)
Doctor Jekyll and Mr. Hyde és una pel·lícula de Victor Fleming, estrenada el 1941. Està basat en la famosa novel·la de Robert Louis Stevenson, L'estrany cas del Dr. Jekyll i Mr. Hyde, però és una nova versió de la pel·lícula de 1931. El paper del doctor Jekyll és interpretat per Spencer Tracy.
Estrenada l'agost de 1941, Dr. Jekyll and Mr. Hyde va ser un èxit comercial, i va ser nominat a tres Oscars.

## Argument

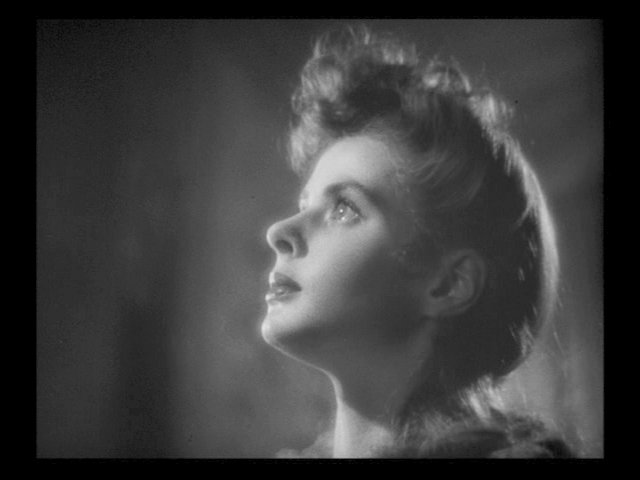
Ingrid Bergman

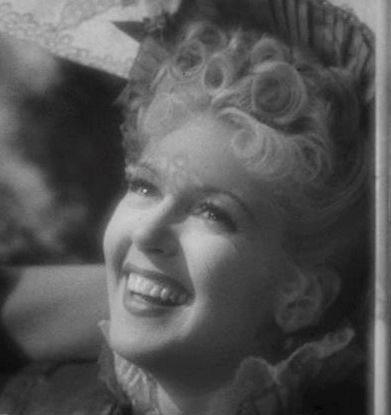
Lana Turner

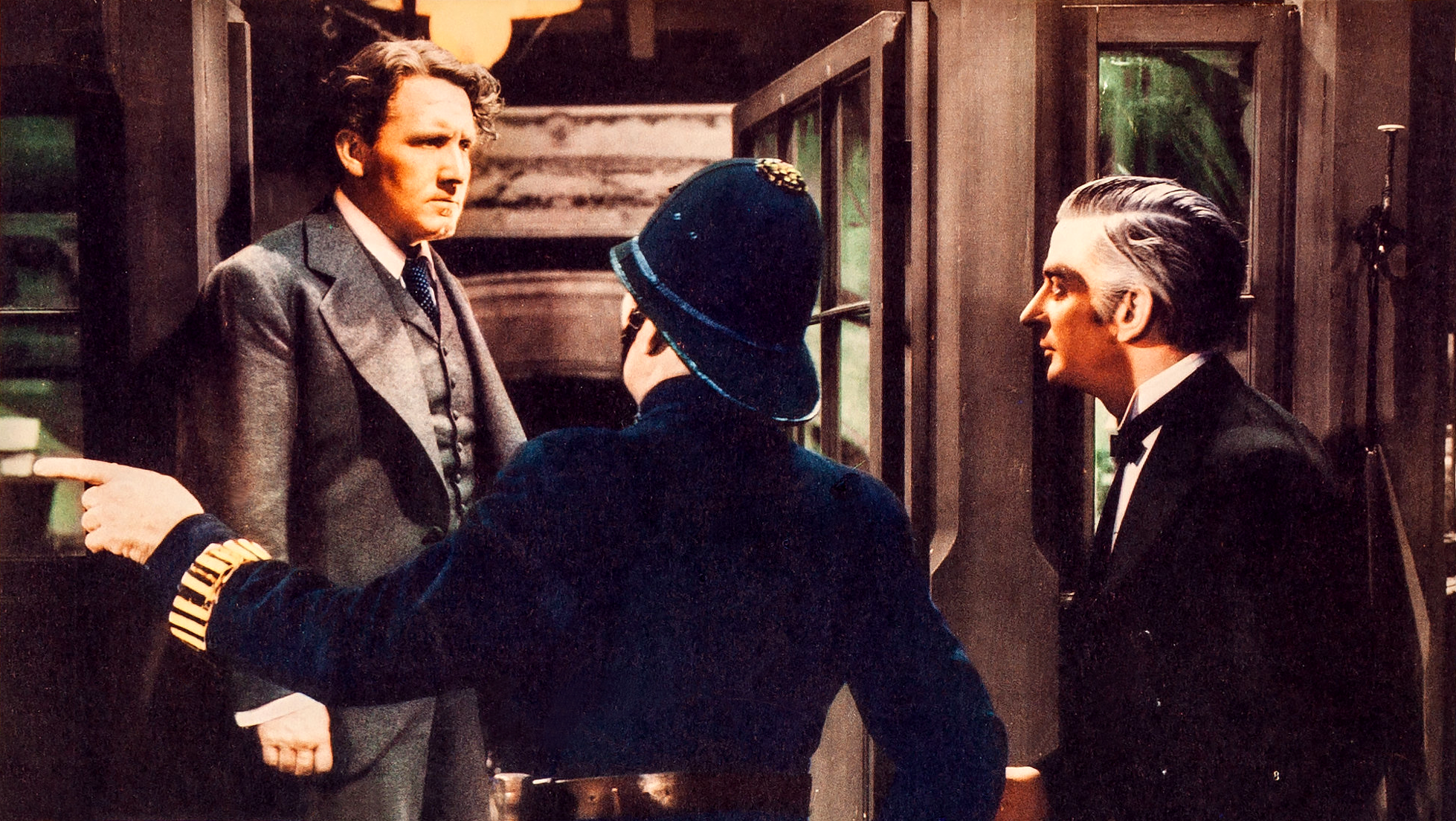
Spencer Tracy

Londres. El doctor Henry Jekyll, jove i brillant metge, és promès amb Beatrix Emery. Les seves recerques sobre la dualitat del Bé i Mal amb l'home i el seu desig de dissociar aquestes tendències l'acaparen completament. Les seves teories no aconsegueixen la unanimitat amb els seus confrares més conservadors. El pare de Beatrix, Sir Charles Emery, descontent amb el no conformisme de Jekyll i amb la seva impaciència en casar-se amb la seva filla, decideix allunyar aquesta durant un temps, per tal de provar el seu afecte. Un vespre, Jekyll acompanyat del seu amic, el doctor John Lanyon, salva d'una agressió la bella Ivy Peterson, una cambrera de bar, i l'acompanya a casa seva.
Després de llargues recerques enclaustrat al seu laboratori, Jekyll es decideix a experimentar sobre ell mateix una poció que té a punt. S'enfonsa llavors en un estat semiconscient poblat de visions fantasmagòriques i es transforma en una criatura malèfica que batejarà Mister Hyde. Allò més negatiu de la personalitat de Jekyll, d'un salvatgisme incontrolable, recorrerà d'ara endavant tots els vespres els carrerons de mala fam de Londres, feliç de satisfer els seus instints violents. Troba Ivy i la converteix en una amant submisa que terroritza fins que Ivy decideix anar a veure el doctor Jekyll per confiar-li les tortures físiques i morals que experimenta i sol·licitar la seva ajuda. Havent-li promès que Hyde no la turmentarà mai més, Jekill decideix posar fi als seus experiments.
La tornada de Beatrix l'ajudarà a sortir de les seves obsessions i Sir Charles Emery accepta finalment el seu matrimoni. Però un vespre, Jekyll es metamorfosa malgrat ell, invertint el procés. Va a casa d'Ivy, que s'adona que Jekyll i Hyde no són més que un, i l'acaba escanyant. Fuig i després d'haver trobat la seva aparença ordinària gràcies a les seves pocions, decideix anunciar a Beatrix que ja no es vol casar. Però les seves metamorfosis no paren. Convertit en Hyde, ataca Beatrix que és salvada in extremis pel seu pare i els seus criats. Perseguit per la policia, es refugia al seu laboratori. Després d'haver reconegut i haver demostrat el seu secret a Lanyon, és abatut per la policia amb els trets de Hyde i retroba a la seva mort la seva verdadera cara.

## Repartiment
- Spencer Tracy: Doctor Jekill/M. Hyde
- Ingrid Bergman: Ivy Peterson
- Lana Turner: Beatrix Emery
- Donald Crisp: Sir Charles Emery
- Ian Hunter: Doctor John Lanyon
- Barton MacLane: Sam Higgins
- Peter Godfrey: Poole
- C. Aubrey Smith: El Bisbe
- Sara Allgood: Sra. Higgins
- Frederic Worlock: Doctor Heath
- Lumsden Hare: Coronel Weymouth
- Lawrence Grant: Dr. Courtland

I, entre els actors que no surten als crèdits:
- Hillary Brooke: Sra. Arnold
- Doris Lloyd: Sra. Marley

## Anàlisi
L'estudiosa Angela Smith escriu que la pel·lícula no representa una diferència física significativa entre Jekyll i Hyde, cosa que suggereix que, a diferència d'altres iteracions de la història, la pel·lícula posa «més èmfasi en els elements psicològics i neurològics dels trastorns físics i testimonia la falta de fiabilitat de l'exterior corporal com a signe de salut o degeneració.» A més, cita que les seqüències al·lucinatòries de la pel·lícula amb Ivy i Beatrix (que es produeixen quan Jekyll ingereix el sèrum) «combinen l'alliberament epilèptic i sexual, assenyalant els desitjos sexuals reprimits com a font del malestar individual». Smith resumeix que el tractament de la pel·lícula del material original «suggereix la complexa xarxa de fisiologia, neurologia, psicologia, sexualitat i entorn que es configura en la relació entre la discapacitat i la medicina.»

## Producció

### Desenvolupament
En lloc de ser una nova versió cinematogràfica de la novel·la de Robert Louis Stevenson, aquest Dr. Jekyll and Mr. Hyde és una nova versió directa de la pel·lícula de 1931 del mateix títol original. Ambdues produccions de Hollywood difereixen molt de l'obra literària original a causa de la seva gran dependència de l'adaptació teatral de Thomas Russell Sullivan de la història de 1887. El director de la pel·lícula de 1941 va ser Victor Fleming, que havia dirigit Allò que el vent s'endugué i codirigit El màgic d'Oz, dos grans llançaments de Metro-Goldwyn-Mayer el 1939. MGM, on Fleming estava sota contracte, va adquirir els drets totals de la pel·lícula de 1931 de Paramount Pictures abans de la producció de Fleming. Segons el lloc web de Robert Louis Stevenson arxivat i conservat per la British Library, després d'aquesta adquisició, els executius de l'estudi MGM «amagaven la pel·lícula [de 1931] per evitar la competència amb la seva nova versió». Aleshores, la versió guanyadora de l'Oscar de 1931, a causa de les restriccions legals en curs i de la manca de còpies fàcilment disponibles, es va «perdre» efectivament durant més d'un quart de segle, i en general no es va tornar a trobar per a reprojeccions i estudis fins al 1967.
La versió de 1941 de MGM va ser produïda per Victor Saville i adaptada per John Lee Mahin del guió de la pel·lícula anterior de Percy Heath i Samuel Hoffenstein. La partitura va ser composta per Franz Waxman amb contribucions no acreditades de Daniele Amfitheatrof i Mario Castelnuovo-Tedesco. El director de fotografia va ser Joseph Ruttenberg, el director d'art va ser Cedric Gibbons, i els dissenyadors de vestuari van ser Adrian i Gile Steele. Jack Dawn va crear el maquillatge per a l'aspecte del dissolut Mr. Hyde.
El PCA va ser molt específic a l'hora de caracteritzar Ivy com a cambrera enlloc de com a prostituta, com es caracteritza en el material original.

### Càsting
Tot i que encara no havia conegut la seva posterior coprotagonista Katharine Hepburn (es van conèixer treballant a Woman of the Year el 1942), Tracy originalment volia que interpretés tant els papers de Bergman com de Turner com a protagonista femenina "dolenta" i "bona".
Bergman va ser escollida inicialment per interpretar la virtuosa promesa de Jekyll i Turner pel paper d'Ivy. No obstant això, Bergman, cansada d'encarnar personatges sants i tement l'encastament, va demanar a Victor Fleming que ella i Turner canviessin de paper. Després d'una prova de pantalla, Fleming va permetre que Bergman fes un paper més dur per primera vegada.

## Reconeixements
| Institució | Categoria                         | Recipient         | Resultat | Ref.  |
| ---------- | --------------------------------- | ----------------- | -------- | ----- |
| Oscars     | Millor fotografia (blanc i negre) | Joseph Ruttenberg | Nominat  | [ 7 ] |
| Oscars     | Millor muntatge                   | Harold F. Kress   | Nominat  | [ 7 ] |
| Oscars     | Millor banda sonora               | Franz Waxman      | Nominat  | [ 7 ] |

- El 2005, la pel·lícula va ser nominada per l'American Film Institute a la seva llista de 100 anys de partitures de pel·lícules.[8]